# منتخب الأرجنتين لدوري الرغبي
منتخب الأرجنتين لدوري الرغبي (بالإسبانية: Selección de rugby league de Argentina)‏ هو ممثل الأرجنتين الرسمي في المنافسات الدولية في دوري الرغبي .